# Gesetz zur Aufhebung nationalsozialistischer Unrechtsurteile in der Strafrechtspflege und von Sterilisationsentscheidungen der ehemaligen Erbgesundheitsgerichte
Das deutsche Gesetz zur Aufhebung nationalsozialistischer Unrechtsurteile in der Strafrechtspflege und zur Aufhebung von Sterilisationsentscheidungen der ehemaligen Erbgesundheitsgerichte von 1998 ist ein Artikelgesetz, mit dem verurteilende strafgerichtliche Entscheidungen, die unter Verstoß gegen elementare Gedanken der Gerechtigkeit nach dem 30. Januar 1933 zur Durchsetzung oder Aufrechterhaltung des nationalsozialistischen Unrechtsregimes aus politischen, militärischen, rassischen, religiösen oder weltanschaulichen Gründen ergangen waren sowie Sterilisationsentscheidungen
der ehemaligen Erbgesundheitsgerichte aufgehoben werden.

## Gesetzgebungsverfahren
Nach diversen separaten Gesetzentwürfen zur Aufhebung nationalsozialistischer Unrechtsurteile in der Strafrechtspflege und einer politischen Debatte um die rechtliche Bewertung von NS-Zwangssterilisationen seit den 1950er Jahren konnte im Rechtsausschuss des Deutschen Bundestages im Mai 1998 eine Einigung erzielt werden, die in den Bundesländern divergierenden und teilweise fehlenden Regelungen über die Wiedergutmachung nationalsozialistischen Unrechts gesetzlich zu verankern und zugleich der Feststellung des Deutschen Bundestages von Mai 1988, dass die aufgrund des Gesetzes zur Verhütung erbkranken Nachwuchses vom 14. Juli 1933 durchgeführten Zwangssterilisationen nationalsozialistisches Unrecht sind, rechtlichen Ausdruck zu verleihen.
Art. 1 des daraufhin vom Deutschen Bundestag mit Zustimmung des Bundesrates am 25. August 1998 beschlossenen Gesetzes zur Aufhebung nationalsozialistischer Unrechtsurteile in der Strafrechtspflege und von Sterilisationsentscheidungen der ehemaligen Erbgesundheitsgerichte regelt als Generalklausel die pauschale Aufhebung von NS-Unrechtsurteilen, Art. 2 die noch rechtskräftigen Beschlüsse der Erbgesundheitsgerichte.

## Art 1: Aufhebung strafgerichtlicher Entscheidungen (NS-AufhG)

### Gesetz vom 25. August 1998
Nach einer Entscheidung des Bundesverfassungsgerichts aus dem Jahr 1952 können im Hinblick auf das Gewaltenteilungsprinzip sowie das Prinzip der Rechtssicherheit nicht alle NS-Urteile ex tunc aufgehoben werden, sondern nur solche, die „offenbares NS-Unrecht“ darstellen. Die Urteile müssen nach dem 30. Januar 1933 „unter Verstoß gegen elementare Gedanken der Gerechtigkeit und aus politischen, rassischen oder weltanschaulichen Gründen zur Durchsetzung oder Aufrechterhaltung des nationalsozialistischen Regimes ergangen sein“ (§ 1 Abs. 1 NS-AufhG), was namentlich bei Widerstandshandlungen gegen den Nationalsozialismus und Urteilen gegen Personen der Fall ist, „die nach der NS-Ideologie als asozial oder (rassisch) minderwertig galten und bei denen Strafmaß und Strafzweck auf deren Vernichtung ausgerichtet waren.“
Zur Konkretisierung dieser Generalklausel dienen die nicht abschließenden Regelbeispiele in § 2 Nr. 1 bis 3 NS-AufhG, die der Staatsanwaltschaft die deklaratorische Bescheinigung einer Urteilsaufhebung gem. § 6 NS-AufhG erleichtern sollen.
Aufgehoben wurden insbesondere Entscheidungen des Volksgerichtshofes (§ 2 Nr. 1 NS-AufhG), der Standgerichte (§ 2 Nr. 2 NS-AufhG) sowie Entscheidungen, die auf den in der Anlage zu § 2 Nr. 3 NS-AufhG genannten Gesetzen und Verordnungen beruhen. Dazu zählten insbesondere Gesetze, die bereits durch den Kontrollrat als rechtsstaatswidrig erkannt und dementsprechend in Artikel I des Kontrollratsgesetzes Nr. 1  und Artikel I und II des Kontrollratsgesetzes Nr. 11  sowie Artikel I des Gesetzes Nr. 55 aufgehoben worden waren, beispielsweise das Heimtückegesetz, die Kriegssonderstrafrechtsverordnung oder die Verordnung gegen Volksschädlinge.
In der Weimarer Republik wurde die Todesstrafe nur für Mord und die Tötung mittels Sprengstoff verhängt; unter der NS-Herrschaft wuchs die Zahl der mit der Todesstrafe bewehrten Tatbestände auf 46, meist politischer Natur. Sie dienten nicht Abwehr von Schwerstkriminalität, sondern der Verfolgung politischer Ziele, nämlich der Aufrechterhaltung des nationalsozialistischen Terrorregimes. Heinrich Himmler wollte „diejenigen, die an irgendeiner Stelle in Deutschland nicht mehr mittun, kühl und nüchtern umbringen.“ Nach Roland Freisler sollte das Strafrecht „nicht Verbandsplatz, sondern Kampflinie“ sein mit der Funktion einer „dauernd arbeitenden Selbstreinigungsapparatur, die alle Friedensstörer mit allen zur Verfügung stehenden Mitteln zu bekämpfen und zu vernichten hat.“
Im Gesetzentwurf waren auch die Urteile der Militärgerichte gleichfalls aufgeführt, wurden aber in letzter Lesung gestrichen, da diese Urteile nicht generell als unrechtmäßig gelten könnten, wie etwa Entscheidungen von Karl Sack während des Zweiten Weltkriegs belegten.
Ein finanzieller Entschädigungsanspruch, der über das nach anderen Vorschriften Gewährte hinausgeht, wird durch das Gesetz nicht begründet. Jedoch wurden die den Entscheidungen zugrunde liegenden Verfahren eingestellt und die Verurteilten damit rehabilitiert.

### Änderungsgesetz vom 23. Juli 2002
2002 wurde mit dem Gesetz zur Änderung des Gesetzes zur Aufhebung nationalsozialistischer Unrechtsurteile in der Strafrechtspflege das NS-AufhG in der Weise geändert, dass nun auch die Urteile gegen homosexuelle Männer, die auf §§ 175, 175a Nr. 4 des Reichsstrafgesetzbuches beruhten und auf bestimmten Vorschriften des Militärstrafgesetzbuches, unter anderem wegen Desertion, Feigheit oder unerlaubter Entfernung ausdrücklich in die Liste der Regelbeispiele aufgenommen und damit kraft Gesetzes aufgehoben wurden. Nr. 26 der Anlage zu § 2 Nr. 3 NS-AufhG wurde entsprechen erweitert, Nr. 26a neu eingefügt. Eine Einzelfallprüfung durch die zuständige Staatsanwaltschaft war in diesen Fällen nicht mehr erforderlich.
Im Bundestag wurde die Gesetzesänderung beschlossen mit den Stimmen der Fraktionen von SPD, Bündnis 90/Die Grünen und PDS bei Gegenstimmen der Fraktionen von CDU/CSU und FDP. In der Plenardebatte hatten Redner von CDU/CSU und FDP betont, die Regelung nach dem Gesetz von 1998 sei ausreichend, die Generalklausel des § 1 erfasse auch diese Betroffenengruppen. Im Übrigen entstünde durch die pauschale Rehabilitierung der Deserteure die Gefahr, alle übrigen Soldaten moralisch abzuqualifizieren und auch die Richter der Militärjustiz pauschal zu verurteilen. Die Redner der Regierungsfraktionen betonten, dass Betroffene sich nach der Regelung von 1998 einer Einzelfallprüfung unterziehen mussten. Insbesondere der dabei zu erbringende Beweis ihrer Verurteilung sei wegen der oft fehlenden Dokumentation der Urteile schwierig, zudem für die Betroffenen entwürdigend. Nun seien sie pauschal vom „Makel des Vorbestraften“ befreit. Weitergehende Anträge der PDS-Fraktion, die auch eine Rehabilitierung und Versorgung bei Landesverrat (ein Tatbestand, der auch die Eingliederung in eine fremde Armee nach einer erfolgreichen Desertion beinhaltet) bzw. eine großzügigere Entschädigungsregelung forderten, wurden auf Empfehlung des Rechtsausschusses im Bundestag abgelehnt.

### Zweites Änderungsgesetz vom 24. September 2009
Am 10. Mai 2007 fand die erste Lesung des von der Fraktion der Linken eingebrachten Gesetzentwurfs vom 25. Oktober 2006 statt. Die Änderung zielte darauf ab, auch Verurteilungen wegen „Kriegsverrats“ nach den §§ 57, 59, 60 des Militärstrafgesetzbuches pauschal aufzuheben. 
Wie bei ersten Lesungen üblich fand keine Plenardebatte statt, sondern die Reden der Abgeordneten Norbert Geis (CDU/CSU), Carl-Christian Dressel (SPD), Jörg van Essen (FDP), Jan Korte (Die Linke) und Volker Beck (B’90/Grüne) wurden zu Protokoll gegeben und der Entwurf zur Abgabe einer Beschlussempfehlung an Ausschüsse überwiesen. Der Rechtsausschuss führte dazu am 5. Mai 2008 eine öffentliche Anhörung durch, bei der die Stellungnahmen von Ludwig Baumann, Stephan Böhner, Helmut Kramer, Manfred Messerschmidt, Rolf-Dieter Müller, Sönke Neitzel und Wolfram Wette eingeholt wurden. Zu einer Beschlussempfehlung kam es allerdings nicht.
Einen weiteren interfraktionellen Gesetzentwurf gab es am 17. Juni 2009, am 1. Juli 2009 einen weiteren der Fraktionen CDU/CSU, SPD, FDP und BÜNDNIS 90/DIE GRÜNEN.
Der Rechtsausschuss empfahl am 3. September 2009 die Annahme des Entwurfs der Fraktionen CDU/CSU, SPD, FDP und BÜNDNIS 90/DIE GRÜNEN.
Der Bundestag beschloss das Zweite Gesetz zur Änderung des Gesetzes zur Aufhebung nationalsozialistischer Unrechtsurteile in der Strafrechtspflege am 8. September 2009 einstimmig. Es wurde am 24. September ausgefertigt, am 29. September im Bundesgesetzblatt veröffentlicht und trat am darauffolgenden Tag in Kraft. Mit dem 2. Änderungsgesetz wurden §§ 57, 59, 60 des Militärstrafgesetzbuchs in die Liste der Regelbeispiele aufgenommen und damit kraft Gesetzes aufhoben. Seitdem ist zur Aufhebung von Urteilen wegen „Kriegsverrats“ keine Einzelfallprüfung mehr erforderlich.
Die beiden weiteren Gesetzentwürfe auf Drucksachen 16/13405 und 16/3139 waren damit erledigt.
Die damalige Bundesjustizministerin Brigitte Zypries äußerte dazu, dass durch dieses Gesetz die Ehre und Würde sogenannter Kriegsverräter als lange vergessene Gruppe von Opfern der NS-Justiz wiederhergestellt werde. Damit werde der Widerstand einfacher Soldaten anerkannt, die die häufigsten Opfer dieser Vorschrift gewesen seien.

## Art. 2: Sterilisationsentscheidungen der ehemaligen Erbgesundheitsgerichte (SterilEntschAufhG)
In Art. 2 wurden „die eine Unfruchtbarmachung anordnenden und noch rechtskräftigen Beschlüsse“, die von den Gerichten aufgrund des Gesetzes zur Verhütung erbkranken Nachwuchses vom 14. Juli 1933 (sog. Erbgesundheitsgesetz) erlassen worden waren, aufgehoben.

### Entstehungsgeschichte
Mit der deutschen Wiedervereinigung entstand das Bedürfnis nach einer abschließenden gesamtdeutschen Regelung der Wiedergutmachung von NS-Unrecht.
Nachdem der Deutsche Bundestag bereits im Mai 1988 eine Beschlussempfehlung des Rechtsausschusses angenommen hatte, die aufgrund des Erbgesundheitsgesetzes während der Zeit vom 1. Januar 1934 bis zum 8. Mai 1945 durchgeführten Zwangssterilisierungen als nationalsozialistisches Unrecht und einen Ausdruck der inhumanen nationalsozialistischen Auffassung vom „lebensunwerten Leben“ zu ächten und diesen 1994 bekräftigt hatte, entsprach der Bundestag im März 1995 vier Petitionen, ein gesetzliches Verfahren zur Aufhebung von Entscheidungen der ehemaligen Erbgesundheitsgerichte zu schaffen.
Im Gegensatz zu den in der Anlage zu § 2 Nr. 3 NS-AufhG erfassten nationalsozialistischen Strafgesetzen gehörte das Erbgesundheitsgesetz für den Gesetzgeber jedoch nicht zu den „Regelbeispielen für offenbares NS-Unrecht“.
In den 1950er und 60er Jahren hatte im Zusammenhang mit der Entschädigung von Opfern der nationalsozialistischen Verfolgung nach dem Bundesentschädigungsgesetz in Politik und Rechtsprechung noch die Auffassung vorgeherrscht, das Erbgesundheitsgesetz habe rechtsstaatlichen Prinzipien und wissenschaftlich-rationalen Kriterien entsprochen und sei daher weder als typisches NS-Unrecht noch als Unrecht überhaupt zu interpretieren. Auch in demokratisch regierten Ländern wie Schweden, Dänemark, Finnland und in einigen Staaten der USA gebe es ähnliche Gesetze.
Gleichwohl wurde das Erbgesundheitsgesetz, soweit es zu diesem Zeitpunkt als Bundesrecht überhaupt noch fortgalt, durch Artikel 8 Nr. 1 des Fünften Gesetzes zur Reform des Strafrechts vom 18. Juni 1974 als „überholt“ außer Kraft gesetzt.
Die rechtskräftigen Gerichtsbeschlüsse, die aufgrund des Erbgesundheitsgesetzes Sterilisationen angeordnet hatten, bestanden jedoch fort. Diese wurden dann 1998 kraft Gesetzes aufgehoben, „um so der vom Deutschen Bundestag und vom Bundesrat angestrebten moralischen Wiedergutmachung auch rechtlichen Ausdruck zu verleihen.“ Ein gesonderter Aufhebungsantrag der einzelnen Betroffenen war nicht erforderlich.

„Das [...] Erbgesundheitsgesetz, auf dessen Grundlage die aufzuhebenden Entscheidungen ergangen sind, ist aus heutiger Sicht als legislativer Ausdruck der menschenverachtenden NS-Ideologie zu betrachten; sein Inhalt und seine Anwendung in der Praxis stellte selbst den Kernbereich der menschlichen Persönlichkeit zur Disposition des Staates und machte deutlich, daß ein Eigenwert des Individuums nicht respektiert wurde, sondern dieses uneingeschränkt hinter vermeintliche Interessen der ‚Volksgemeinschaft‘ zurückzutreten hatte. Die Vorschriften über die Sterilisation ‚Erbkranker‘ und die auf ihrer Grundlage ergangenen Entscheidungen verstoßen daher in eklatanter Weise gegen elementare Grundsätze der Gerechtigkeit und Menschlichkeit, so daß ihnen der Charakter als ‚Recht‘ bzw. ‚Recht‘sprechung abgesprochen werden muß.“

 Dies gelte unabhängig davon, ob der Betroffene in der Vergangenheit selbst einen Antrag zur Sterilisation gestellt hatte.

### Entschädigung
Im Zuge der historischen Forschung zu den tatsächlichen Geschehnissen im totalitären NS-Staat im Unterschied zu den Verhältnissen in demokratischen Ländern war die rein legalistische Betrachtung von Zwangssterilisationen zunehmend in den Hintergrund getreten mit der Folge, dass die Bundesrepublik Deutschland den Opfern bereits seit 1980 zunächst eine Einmalleistung über 5000 DM, später dann auch laufende monatliche Leistungen zubilligte.